# Shawkat Mullah Ismail

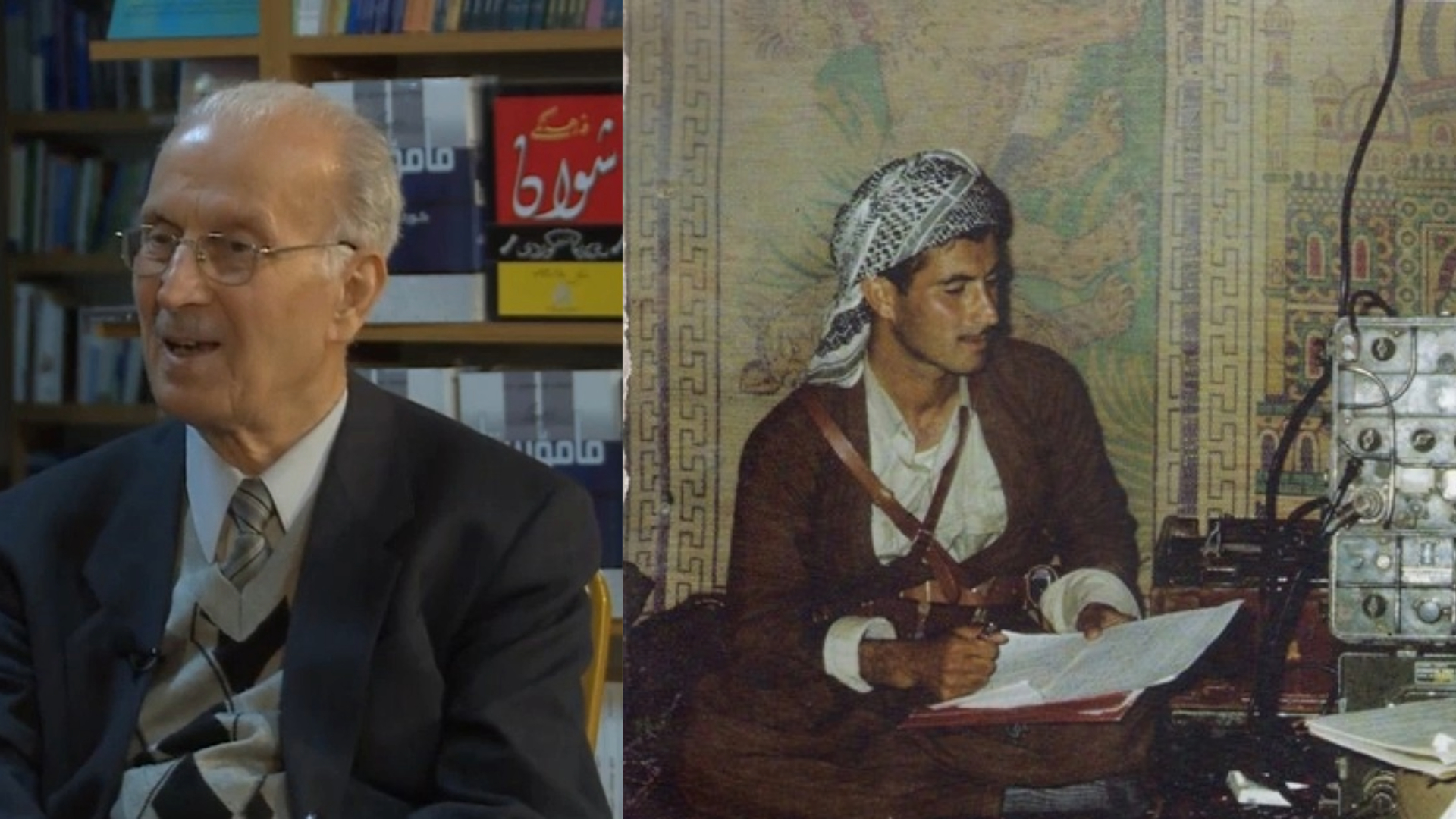

Shawkat Mullah Ismail Hassan (kurdisch شەوکەت مەلا ئیسماعیل حەسەن; geb. 22. April 1937 in Sulaimaniyya, Irak) ist ein kurdischer ehemaliger Peshmerga-Kommandant, der während der kurdischen Unabhängigkeitsbewegung im Irak eine bedeutende Rolle spielte. Bekannt wurde er insbesondere durch seine Beteiligung an den Barzani-Revolten unter der Führung von Mustafa Barzani, dessen Privatsekretär er war.

## Leben
Shawkat Ismail Hassan absolvierte 1960 die Polizeiakademie in Bagdad. Im Jahr 1961 schloss er sich der kurdischen Guerillabewegung Peshmerga an. Während der Septemberrevolution kämpfte er unter der Leitung von Mustafa Barzani gegen die irakische Regierung.
1971 wurde er Kommandeur des 5. Peshmerga-Bataillons von Sangaw. Nach dem Scheitern des kurdischen Aufstands im Jahr 1975 floh Hassan in den Iran. Später kehrte er in seine Heimatstadt Sulaimaniyya zurück und war dort in verschiedenen Funktionen in der Industrie tätig.
Seit 1994 lebt Shawkat Ismail Hassan in Deutschland. Er spricht Kurdisch, Arabisch, Persisch, Englisch und Deutsch.
Im Jahr 2018 veröffentlichte Shawkat Ismail Hassan seine Memoiren unter dem Titel Days From the Kurdish Revolution, in denen er seine Erfahrungen während der Jahre 1961 bis 1975 schildert. Die englische Übersetzung wurde von Salah A. Irfan angefertigt.

## Schriften
- A Kurdish-English Dictionary of Synonymous Words, Expressions. Wizārat al-Thaqāfah wa-al-Iʻlām, Bagdad 1989, OCLC 863450330.
- Rojanî le mêjûy şor̄işî Eylul. al-Tafsīr bo Biławkirdinewe w Rageyandin, Erbil 2007, OCLC 693210820.
  - englisch: Days from Kurdish Revolution, 1961–1975. [Verlag und Erscheinungsort nicht ermittelbar] 2018 (übersetzt von Salah A. Irfan).
- Ferhengî Şiwan. Kurdî-Kurdî [Latînî]. al-Tafsīr bo Biławkirdinewe w Rageyandin, Erbil 2007, OCLC 1221002023.
- Ferhengî Mamosta. Kurdî, Îngilîzî. al-Tafsīr bo Biławkirdinewe w Rageyandin, Erbil 2009, OCLC 631242778.